# Геноцид у Східному Тиморі
Геноцид у Східному Тиморі відноситься до «кампаній умиротворення» державного тероризму, які вів індонезійський уряд Нового порядку під час індонезійського вторгнення та окупації Східного Тимору. Більшість джерел вважають вбивства індонезійців у Східному Тиморі геноцидом, тоді як інші вчені не погоджуються з певними аспектами цього визначення.

## Початкове вторгнення
З початку вторгнення в серпні 1975 року сили TNI брали участь у повній різанині тихорських мирних жителів. На початку окупації радіо FRETILIN передало таке повідомлення: «Індонезійські сили вбивають без розбору. На вулицях розстрілюють жінок і дітей. Нас усіх вб'ють… Це звернення до міжнародної допомоги. Будь ласка, зробіть щось, щоб зупинити це вторгнення». Пізніше один тиморський біженець розповів про «зґвалтування [і] холоднокровні вбивства жінок і дітей та китайських власників магазинів». Тодішній єпископ Ділі, Мартінью да Коста Лопес, пізніше сказав: «Солдати, які висадилися, почали вбивати всіх, кого могли знайти. На вулицях було багато трупів — все, що ми могли бачити, це солдати, які вбивали, вбивали, вбивали». Під час одного інциденту групу з п'ятдесяти чоловіків, жінок і дітей, у тому числі австралійського позаштатного репортера Роджера Іста, вишикували на скелі за межами Ділі та розстріляли, їхні тіла впали в море. Багато таких масових вбивств відбувалося в Ділі, де глядачам було наказано спостерігати та рахувати вголос, коли кожну людину страчували. За оцінками, лише в Ділі за перші два дні вторгнення було вбито щонайменше 2000 тиморців. Крім прихильників ФРЕТІЛІН, для страти також були обрані китайські мігранти; тільки в перший день було вбито п'ятсот.

### Переселення та примусове голодування

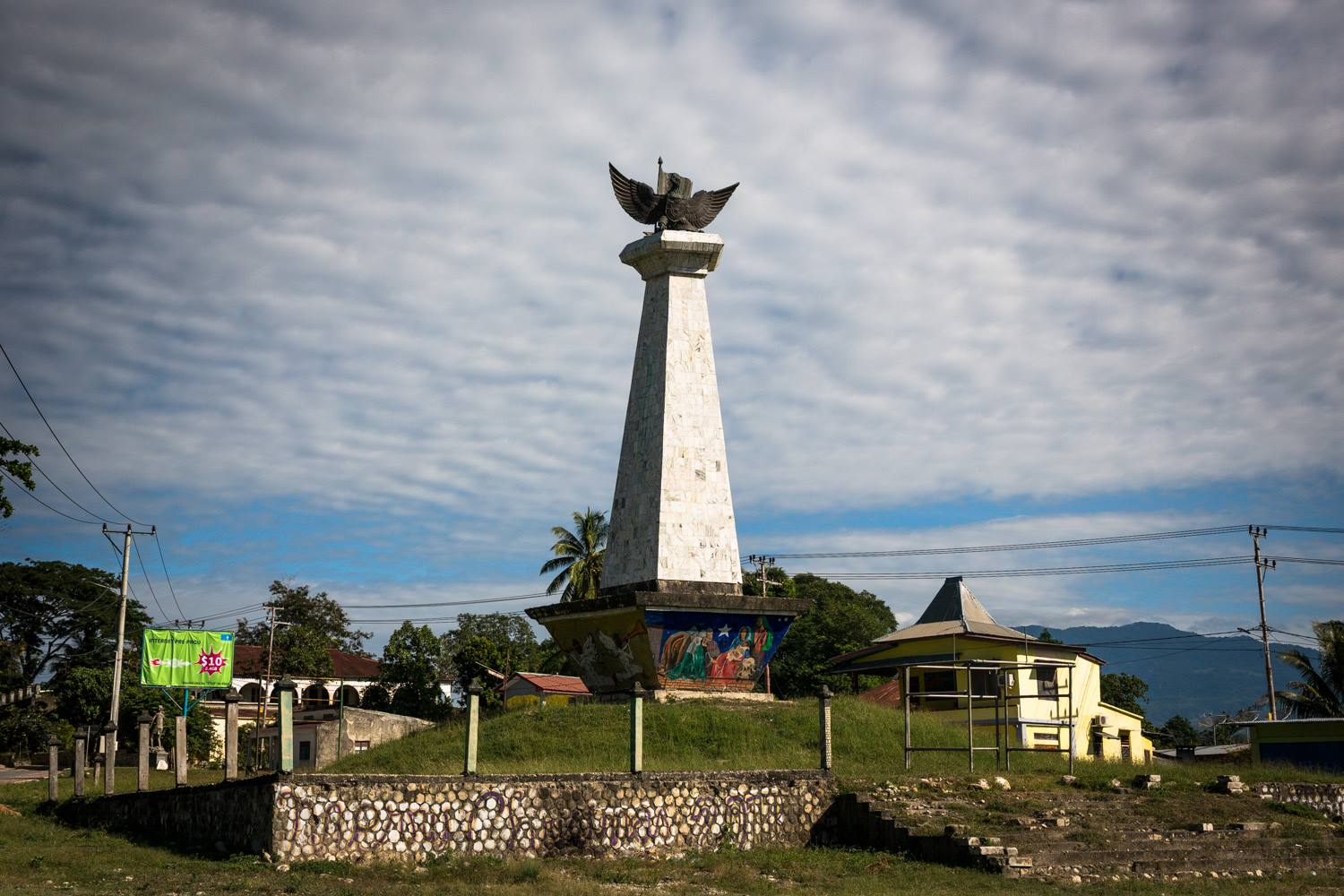
Пам'ятник з державним гербом Індонезії у Вікеке (2016)

В результаті знищення продовольчих посівів багато мирних жителів були змушені покинути пагорби та здатися ТНІ. Часто, коли вцілілі селяни спускалися в нижні райони, щоб здатися, військові страчували їх. Тих, кого війська ТНІ не вбили відразу, відправляли до заздалегідь підготовлених пунктів прийому. Ці табори були розташовані в безпосередній близькості від місцевих військових баз, де індонезійські війська «перевіряли» населення, щоб виділити учасників опору, часто за допомогою тиморських колабораціоністів. У цих пересильних таборах реєстрували та допитували мирних жителів, які здалися. Ті, кого підозрювали в участі в опорі, були затримані та вбиті.

## Операції пацифікації Індонезії
У 1981 році індонезійські військові розпочали Operasi Keamanan (Операція «Безпека»), яку деякі назвали програмою «паркан ніг». Під час цієї операції індонезійські війська залучили від 50 000 до 80 000 тиморських чоловіків і хлопців для маршу через гори попереду наступаючих військ TNI як живий щит, щоб перекрити контратаку ФРЕТІЛІН. Мета полягала в тому, щоб змести партизанів у центральну частину регіону, де їх можна було знищити. Багато з тих, хто був призваний до «огорожі ніг», померли від голоду, виснаження або були розстріляні індонезійськими силами за те, що дозволили партизанам проскочити. У той час, як «паркан» стікся біля сіл, індонезійські сили вбили невідому кількість мирних жителів. Щонайменше 400 жителів села були вбиті в Лаклуті 744-м батальйоном індонезійської армії у вересні 1981 року. Очевидець, який давав свідчення в Сенаті Австралії, заявив, що солдати навмисно вбивали маленьких дітей, розбиваючи їхні голови об камінь. Операція не змогла придушити опір, і народне невдоволення окупацією стало сильнішим, ніж будь-коли. Оскільки війська ФРЕТІЛІН у горах продовжували спорадичні атаки, індонезійські сили проводили численні операції, щоб знищити їх протягом наступних десяти років. Тим часом у містах і селах почав формуватися ненасильницький рух опору.

## Зображення в художній літературі
- Балібо (2009)